# 상급집단지도자

1944년 경, 회색 근무복 차림의 SS상급집단지도자

상급집단지도자(Obergruppenführer)는 나치당의 준군사 조직인 SA의 계급으로 1932년에 제정되었다. 1942년까지 친위대 국가지도자를 제외하면 SS의 최상위 계급이었다. 돌격대 상급집단지도자는 돌격대 최고지도부 소속 SA 멤버 및 SA집단(SA-Gruppen)을 지휘한 일부 고참 돌격대 지도자에게 수여되었다.
이전부터 존재한 집단지도자보다 상위 계급이었다. 이 계급의 원어 명칭은 Obergruppenführer인데, 같은 독일어 단어를 SA와 SS에서 모두 계급명으로 사용한 반면, 상급집단지도자는 SS가 하인리히 히믈러 휘하에서 성장과 확장을 거듭하면서 SS계급으로도 제정되었다. 히믈러는 최초로 SS상급집단지도자를 역임한 인물이자 동시에 SS제국지도자를 역임한 인물이기도 했다. 당시는 SS제국지도자가 실질적인 계급으로 인정받던 시기가 아니었기 때문에 히믈러는 상급집단지도자로서 단순히 명예 칭호로 SS제국지도자를 역임하고 있었다.
SS 초기, 상급집단지도자 계급에는 때때로 동격의 SS지도자 2명이 존재하기도 했으며, 이로 인해 나치당 내부의 권력 싸움이 미연에 방지되었다. 1930년부터 1934년까지 베를린 지구 최고 SS지도자였던 쿠르트 달뤼게의 경우처럼 말이다. 계급 수여 문제로 인해 발생할 북부 독일과 바바리아 주 SS조직 사이의 파벌 문제를 회피하기 위해 아돌프 히틀러는 달뤼게를 히믈러와 동격인 상급집단지도자로 승격시켰다.
"장검의 밤 사건" 이후, SS는 SA를 권력 중심부에서 몰아내고 완전히 독립했다. SA는 상급집단지도자 계급을 계속해서 사용했지만, 실질적인 권한은 SS상급집단지도자에 비할 바가 아니었다. SS가 나치당 내부 권력 싸움에서 승리한 후 SS상급집단지도자는 히믈러가 역임한 특별 계급인 SS제국지도자를 제외하고는 SS 최고 계급으로 자리매김하게 되었다. 한편, 무장친위대에서는 국방군 대장에 상응하는 계급으로 여겨졌다.
총 98명이 SS상급집단지도자를 역임했고, 이 중 21명이 무장친위대에서 복무했다. SS최상급집단지도자가 제정되기 이전인 1942년까지 SS상급집단지도자는 SS최상위 장성 계급이었다.
상급집단지도자는 SS에서 가장 악명 높았던 라인하르트 하이드리히와 에른스트 칼텐브루너가 역임한 계급이기도 하다. 경찰 대장 및 무장친위대 대장 등 여러 지위를 함께 가졌던 카를 볼프는 종전 후 연합군에게 생포된 SS최고위 장성 중 하나이기도 했다. SS상급집단지도자는 무장친위대 사단급 이상 제대 지휘관들의 경우처럼 SS경찰지도자(SS und Polizeiführer)들에게 수여되는 게 일반적이었다.

## 같이 보기
- 무장친위대의 병과색